# Phygadeuon liosternus
Phygadeuon liosternus là một loài tò vò trong họ Ichneumonidae.